# Justin Kruger
Justin Kruger (California, 1965) è uno psicologo statunitense, professore presso la Stern School of Business della New York University.

## Formazione
Kruger ha conseguito la laurea in psicologia presso la Santa Clara University nel 1993 (trascorrendo il suo ultimo anno alla Durham University, Regno Unito) e ha conseguito il dottorato di ricerca in Psicologia sociale presso l'Università Cornell nel 1999.

## Ricerca
Kruger è noto per essere stato coautore di uno studio del 1999 con David Dunning . Questo studio ha mostrato che le persone che si sono comportate in modo scarso in determinati compiti, come giudicare l'umorismo, la grammatica e la logica, abbiano anche sovrastimato significativamente quanto fossero bravi in questi compiti.
Da allora questo studio ha dato origine a quello che è noto come effetto Dunning-Kruger, in cui le persone che sono incapaci in determinati compiti pensano erroneamente di essere effettivamente brave.
Lo studio ha anche rilevato che le persone che si sono comportate leggermente al di sopra della media nell'identificare, ad esempio, quanto divertente fosse una data battuta, tendano ad essere le più accurate nel valutare quanto fossero bravi nei compiti assegnati e che coloro che hanno svolto il compito al meglio tendano invece a pensare di averlo eseguito solo leggermente sopra la media.